# 北京市文物局

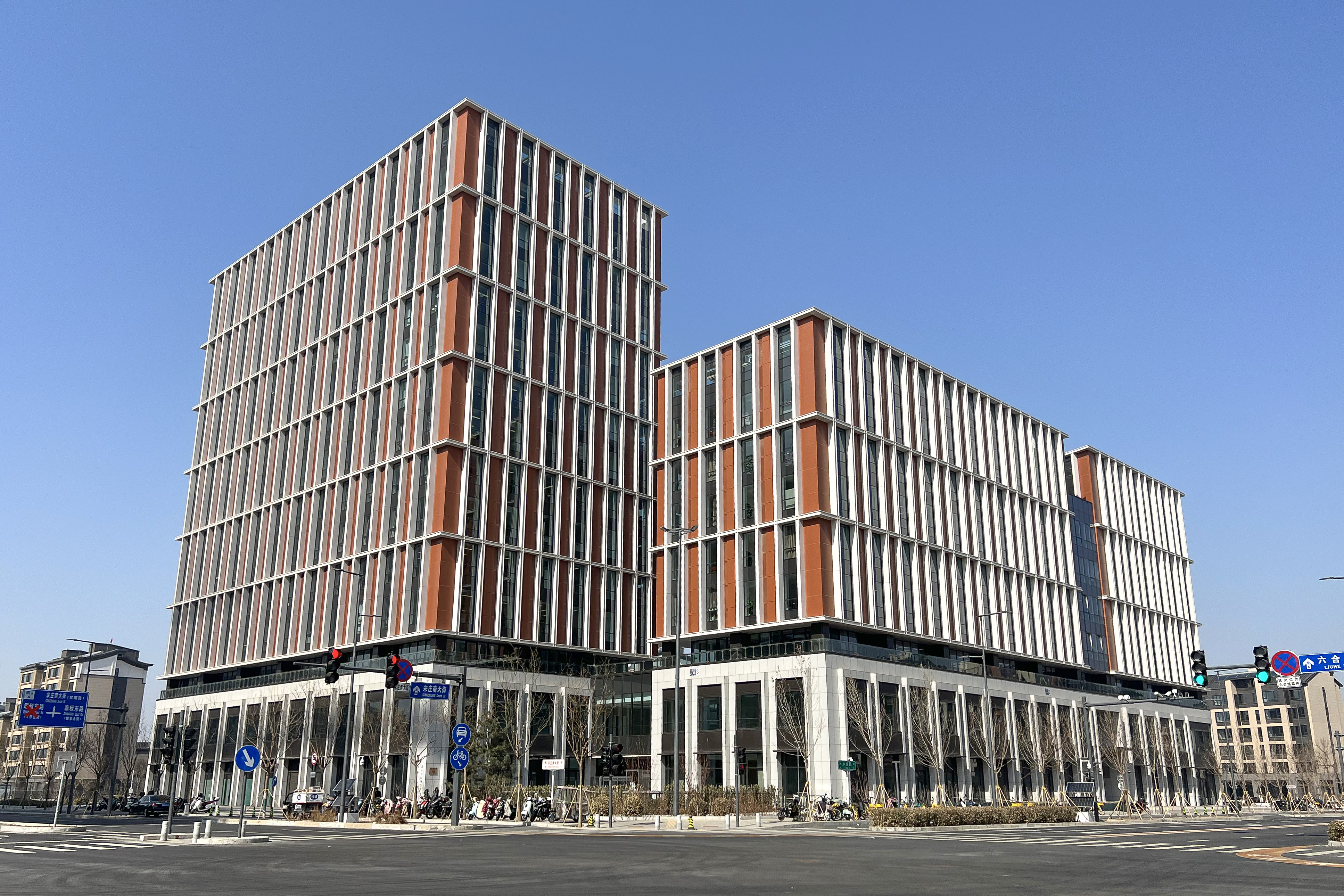
北京市文物局与的办公楼

北京市文物局，是主管北京市文物、博物馆事业管理工作的北京市人民政府直属机构。

## 沿革
1951年，在北京市人民政府直接关怀下，北京市人民政府文化教育委员会下属的北京市文物调查研究组正式成立，朱钦陶任主任，于树功任秘书长。1957年，北京市文物调查研究组更名为北京市文物工作队。该建制一直延续到1965年，主要任务是文物保护业务工作及考古发掘工作。
1957年9月，中华人民共和国第一家文物出口鉴定机构在北京成立。
1960年5月，北京文物、古董行业完成公私合营，组建北京市文物商店。北京市文物商店作为文物经销单位，兼文物收购与为博物馆供应服务为一体，使北京文物市场在历史上第一次实现了国家规定的“统一管理、统一经营、统一收购”。
1954年2月，经北京市副市长吴晗、中央人民政府文化部文化事业管理局局长郑振铎倡导，首都历史与建设博物馆筹备处（首都博物馆的前身）成立。1960年，因经济困难，筹备处工作停滞，被并入北京市文物工作队。1963年12月，经中共北京市委主要负责人邓拓、郑天翔、万里等人批复，筹备处恢复工作，并且定名为首都博物馆筹备处。1966年6月文革爆发，首都博物馆筹建工作被迫停止，直到文革结束后的1979年才恢复筹建工作。
1966年文革爆发后，北京市文物工作队更名为北京市文物清理小组。为适应文物抢救、清理抄家物资的需要，该小组还吸收了文物商店、中国书店部分人员参加工作。文革期间，北京市文物清理小组先后自炼铜厂拣选出金属文物117吨，从造纸厂抢救出图书资料320吨，从红卫兵的查抄点集中拣选出古字画18.5万件、古旧图书235.7万册。
1978年，经北京市人民政府批准，北京市在全国率先组建了省级人民政府文物管理机构——北京市文物事业管理局。该机构是北京市人民政府的职能部门，负责对北京文物、博物馆事业的全面管理。该局是在北京市文物管理处的基础上建立，该局的建立使北京市文物工作首次实现了事业单位与政府职能的分离。原北京市文物管理处的业务工作按照工作性质分别由恢复的北京市文物工作队和首都博物馆筹备处承担，其行政管理工作纳入北京市文物事业管理局机关，同时取消原北京市文化局文物处，将文化局承担的文物、博物馆、图书馆（后又划出）管理职能并入北京市文物事业管理局。新组建的北京市文物事业管理局下设文博处、图书馆处、计划财务处等业务处室。其后于1983年、1988年又经改组，形成了文物处、古建工程处、博物馆处、法制处、计划财务处等的格局。1995年，法制处改为科研法规处。2000年，古建处与文物处合并成立文物保护处。
2000年，根据中共中央、国务院批准的《北京市党政机构改革方案》和《北京市人民政府关于机构设置的通知》（京政发〔2000〕2号），北京市文物事业管理局更名为北京市文物局，为主管北京市文物、博物馆事业管理工作的北京市人民政府直属机构，并调整主要职责。2009年，根据中共中央、国务院批准的北京市人民政府机构改革方案和《北京市人民政府关于机构设置的通知》（京政发〔2009〕2号），继续设立北京市文物局，并调整主要职责。
2024年2月1日，北京市文物局由东城区府学胡同36号迁至通州区宋庄南三街211号院1号楼。

## 职责
北京市文物局是负责北京市文物和博物馆事业管理工作的北京市人民政府直属机构。主要职责是：
- （一）贯彻落实国家关于文物和博物馆工作方面的法律、法规、规章和政策，起草本市相关地方性法规草案、政府规章草案，并组织实施；拟订文物和博物馆事业发展规划，并组织实施；负责推动完善文物和博物馆公共服务体系建设；拟订文物和博物馆公共资源共享规划并推动实施。
- （二）负责本市世界文化遗产和文物保护单位管理工作，会同有关部门负责历史文化名城（镇、村）保护和监督管理工作，研究提出文物保护单位保护范围和建设控制地带的意见。
- （三）指导本市博物馆的业务工作，组织博物馆间的交流与协作，负责博物馆馆藏文物鉴定、登记、借用、调拨和交换的管理工作。
- （四）负责本市的考古调查、勘探和发掘工作；会同有关部门研究提出保护地下文物埋藏区的意见；负责出土文物的调用。
- （五）负责管理本市民间收藏文物及其流通活动；培育、引导和扶持文物和博物馆领域相关产业健康发展。
- （六）负责本市文物和博物馆有关审核、审批事务及相关资质资格认定的管理工作。
- （七）依法负责本市文物行政执法工作，组织查处有关文物的违法违章案件；承担文物和博物馆安全工作的管理责任。
- （八）负责本市文物保护的宣传工作；组织与国（境）内外的文物交流和展示活动。
- （九）规划、指导本市文物和博物馆领域专业人员培训工作；组织文物和博物馆领域科学研究及交流、文物科学保护工作。
- （十）承办市政府交办的其他事项。

## 机构设置

### 内设机构
- 办公室（行政审批服务处）
- 法制处（科研处）
- 研究室
- 申遗处
- 文物保护处（革命文物处）
- 遗产管理处
- 考古处
- 博物馆处
- 文物市场管理处（文博产业管理处）
- 安全保卫处
- 计划财务处
- 组织宣传处（人事处、对外联络处）
- 机关党委
- 机关纪委
- 工会（团委）
- 离退休干部处

### 直属事业单位
- 首都博物馆
- 大钟寺古钟博物馆
- 徐悲鸿纪念馆
- 北京石刻艺术博物馆
- 西周燕都遗址博物馆
- 北京西山大觉寺管理处
- 大葆台西汉墓博物馆
- 北京市正阳门管理处
- 北京艺术博物馆
- 北京古代建筑博物馆
- 北京市白塔寺管理处
- 北京市古代钱币展览馆
- 北京辽金城垣博物馆
- 北京文博交流馆
- 老舍纪念馆
- 北京市团城演武厅管理处
- 北京市文物研究所
- 北京市文物局图书资料中心
- 北京市古代建筑研究所（北京市文物保护事务中心）
- 北京市文物局信息中心
- 北京市文物局机关服务中心
- 北京市文物工程质量监督站
- 北京市文物进出境鉴定所
- 孔庙和国子监博物馆
- 北京奥运博物馆
- 北京市文物局宣传教育中心
- 北京市博物馆文化研究所
- 北京市文物公司[6][7]

## 历任局长
中国人民解放军北平市军事管制委员会文化接管委员会文物部部长
- 尹达（1949年1月1日—6月6日）

华北高等教育委员会文物处处长
- 王冶秋（1949年6月—11月1日）

北京市文物调查研究组主任
- 傅振伦（1951年7月1日—1952年6月，北京市文物调查组主任）
- 朱欣陶（1952年6月—1957年9月）
- 赵学勤（1958年8月—1960年3月）

北京市文化局文物处处长
- 彭成（1959年4月—1960年3月）
- 董明秋（1960年3月—1968年10月）

北京市文物工作队主任
- 赵光林（1960年10月—1962年12月）
- 彭成（1962年12月—1968年10月）

北京市文物管理处革命委员会主任
- 万海亭（1968年11月—1970年5月，主任、政委）
- 常凯（1970年5月—12月）
- 宋光明（1970年12月—1972年10月）
- 李长发（1972年10月—1978年10月，主任、支部书记）

北京市文物事业管理局局长
- 刘子章（1978年11月—1983年5月，兼党组书记）
- 朱熿（1983年5月—1988年5月，兼党组书记）
- 王金鲁（1988年7月—1994年5月，兼党组书记）
- 单霁翔（1994年5月—1997年8月，兼党组书记）[8]
- 梅宁华（1997年10月—2000年，兼党组书记）

北京市文物局局长
- 梅宁华（2000年—2006年3月，兼党组书记）
- 孔繁峙（2006年—2013年3月，兼党组书记）
- 舒小峰（2013年3月—，兼党组书记）[9]